# Турнянський потік
Турнянський потік (словац. Turniansky potok) — річка в Словаччині; ліва притока Вагу. Протікає в окрузі Тренчин.
Довжина — 12,3 км. Витікає в масиві Стражовські-Врхи на висоті 495 метрів.
Протікає територією сіл Мніхова Легота; Тренч'янська Турна; Вельке Б'єровце і Тренч'янське Станковце. Впадає у Ваг на висоті 197 метрів.